# 二瓶由美
二瓶 由美（にへい ゆみ、1973年12月28日 - ）フリーアナウンサー・DJ・ラジオパーソナリティ。
東京の芸能事務所「ホワイトマジック」に所属。

## 経歴
福島県いわき市出身。宮城県仙台市在住。日本女子大学人間社会学部文化学科卒業。
大学在学中に横浜エフエム放送でアナウンサーとしてのキャリアを始める（2年間）。卒業後、東京のテレビ局でアシスタント・ディレクターをした後、エフエム福島に入社。DJ、および、ディレクターとして5年ほど勤務して退社。現在は、宮城県・福島県・栃木県のテレビ・ラジオのDJとして活躍している。

## 現在の担当番組

### レギュラー番組
秋田放送
- ブルーレイク　田沢湖ストーリー（第2・第4月曜）2016年6月〜

エフエムたいはく
- のだママと子育てティータイム （第1月曜）

### 場内番組
- いわき平けいりん公開スタジオ情報（インターネットでの生放送もあり）（開催期間の土曜・日曜 10:30-16:00）

## 過去の出演番組
テレビ番組
- テレビユー福島（福島県福島市）
  - VJパロパロ（金 24:35-25:45） 2001年4月～2007年3月
  - 福島競馬レース展望（日曜 6:30-6:45）2004年10月〜2009年12月

ラジオ番組
- Date fm（宮城県仙台市）
  - Song Scrap Friday（金 25:00-26:00） 2003年
  - HANDS UP!（土 18:30-18:55） 2006年～2008年
  - パッセージ（月・火 9:00-11:55） 2001年～2009年3月
- ふくしまFM（福島県郡山市）
  - 奥の松蔵便り　2005年～2006年
- RADIO BERRY（栃木県宇都宮市）
  - BRIGHT MORNING　2001年～2003年
  - B-UP! FRIDAY（金 7:30-10:55） 2003年～2005年
  - BON COUPLE（木 20:00-20:30） 2004年～2006年
  - Get's Hawaiian（日 18:30-18:55） 2005年～2006年
  - B-UP!（水・木 7:30-9:55） 2006年～2007年

## その他
- 映画『重力ピエロ』（ラジオのアナウンサー役で出演）